# حمید الله توخی
حمیدالله توخی (زاده ۱۳۴۱ ولایت زابل) سیاستمدار افغانستان و نماینده مردم ولایت زابل در دوره‌های پانزدهم و شانزدهم مجلس نمایندگان است. وی در مجلس شانزدهم نمایندگان افغانستان عضو کمیسیون شهدا، معلولین و معیوبین می‌باشد.

## زندگی‌نامه
حمیدالله توخی زاده ۱۳۴۲ از مرکز ولایت زابل می‌باشد. ایشان تحصیلات ابتدایی خود را در لیسه شیخ متی زابل به اتمام رسانید و پس از آن وارد جبهه جنگ شد. وی مدتی در سمت والی زابل و میدان وردک فعالیت کرد.

## دیگر فعالیت‌ها
دیگر فعالیت‌های ایشان:
- والی زابل (۱۳۸۱–۱۳۸۳).
- والی میدان وردک (۳ ماه).
- نماینده مردم زابل در دوره پانزدهم مجلس نمایندگان.